# Epigenetik
Epigenetik er den del af genetikken som omhandler arvelige men reversible forandringer i genudtryk eller fænotype, som er uafhængig af forandringer i DNA-sekvensen. Prefikset epi- kommer af græsk επί hvilket betyder "ved siden af", og henviser til at forandringerne sker udenfor selve DNA-sekvensen.
I multicellulære organismer udvikles flere forskellige celletyper, som giver ophav til forskellig væv og organer. Denne differentiering til forskellige celletyper sker ved at gener "slukkes" eller "tændes". Når en differentieret celle senere deler sig, bibeholdes genudtrykket i afkomscellerne, såkaldt epigenetisk nedarvning.
Epigenetiske mekanismer påvirkes af faktorer såsom alder, forurening, stress, kemikalier, lægemidler og diæt.